# Гојко Жарковић
Гојко Жарковић (Недајно, код Никшића, 1. септембар 1920 — Београд, 1993) био је друштвено-политички радник и дипломата СФРЈ.

## Биографија
Рођен је 1. септембра 1920. године у Недајну, општина Плужине. Учесник је рата и члан КПЈ од 1941. године, до 1952. године радио у ЈНА и УДБ-и, када прелази у дипломатску службу. У дипломатији је био саветника мбасаде и отправник Амбасаде ФНРЈ у Прагу и Паризу, генерални конзул у Истанбулу, заменик начелника и начелник одељења у Државном секретаријату за иностране послове и амбасадор СФРЈ у Ирану.
Носилац Партизанске споменице 1941.